# Клетский район
Кле́тский райо́н — административно-территориальная единица (район) и одноимённое муниципальное образование (муниципальный район) в Волгоградской области России.
Административный центр — станица Клетская.

## География

### Географическое положение
Район расположен в западной части Волгоградской области на правом берегу Дона, на Донской гряде. Площадь — 3580 км². Климат континентальный с малоснежной зимой и продолжительным жарким летом.

### Полезные ископаемые
На территории района имеются значительные запасы карбонатных пород, мела, глины и другие строительные материалы; имеются небольшие запасы газа и нефти.

## Природа
На территории района расположены памятники природы регионального значения — Урочище Провалы, Урочище Окопы, Большая Клешня и Долгова падина.

## История
Клетский район учрежден Постановлением Президиума ВЦИК 23 июня 1928 года в составе Сталинградского округа Нижне-Волжского края. С 1934 года в составе Сталинградского края, с 1936 года — Сталинградской (Волгоградской) области.
В 1959 году после ликвидации Перелазовского района в состав Клетского района включены Перелазовский, Верхне-Черенский, Калмыковский сельсоветы.
14 февраля 2005 года в соответствии с Законом Волгоградской области № 1003-ОД район наделён статусом муниципального района. В его составе образованы 10 муниципальных образований (сельских поселений).

## Население
| 1939    | 1959    | 1970    | 1979    | 1989    | 2002    | 2009    | 2010    | 2012    |
| ------- | ------- | ------- | ------- | ------- | ------- | ------- | ------- | ------- |
| 18 463  | ↗20 298 | ↗22 827 | ↘19 415 | ↘18 412 | ↗19 541 | ↘18 814 | ↘17 858 | ↘17 804 |
| 2013    | 2014    | 2015    | 2016    | 2017    | 2018    | 2019    | 2020    | 2021    |
| ↘17 790 | ↗17 838 | ↗17 924 | ↘17 812 | ↘17 613 | ↘17 341 | ↘17 001 | ↘16 674 | ↘16 485 |

Гендерный состав
Распределение населения по полу:
- мужчин — 47,4 %;
- женщин — 52,6 %.

Национальный состав
2010 год: русские (85,4 %), даргинцы (3,9 %), казахи (2,8 %), украинцы (1,4 %), чеченцы (1,1 %).
По итогам переписи населения 2020 года проживали следующие национальности (национальности менее 0,1 % и другое см. в сноске к строке «Другие»):
| Национальность | Численность, чел. | Доля     |
| -------------- | ----------------- | -------- |
| Русские        | 14 343            | 87,01 %  |
| Даргинцы       | 645               | 3,91 %   |
| Казахи         | 328               | 1,99 %   |
| Чеченцы        | 185               | 1,12 %   |
| Цыгане         | 79                | 0,48 %   |
| Татары         | 72                | 0,44 %   |
| Украинцы       | 72                | 0,44 %   |
| Удмурты        | 58                | 0,35 %   |
| Армяне         | 49                | 0,30 %   |
| Чуваши         | 32                | 0,19 %   |
| Белорусы       | 26                | 0,16 %   |
| Азербайджанцы  | 26                | 0,16 %   |
| Марийцы        | 21                | 0,13 %   |
| Кумыки         | 20                | 0,12 %   |
| Другие         | 529               | 3,20 %   |
| Итого          | 16 485            | 100,00 % |

## Муниципально-территориальное устройство
В Клетском муниципальном районе выделяются 10 муниципальных образований со статусом сельских поселений::
| №  | Муниципальное образование            | Административный центр  | Количество населённых пунктов | Население (чел.) | Площадь (км²) |
| -- | ------------------------------------ | ----------------------- | ----------------------------- | ---------------- | ------------- |
| 1  | Верхнебузиновское сельское поселение | хутор Верхняя Бузиновка | 5                             | ↘1315            | 525.39        |
| 2  | Верхнечеренское сельское поселение   | хутор Верхнечеренский   | 5                             | ↘1483            | 394.58        |
| 3  | Захаровское сельское поселение       | хутор Захаров           | 6                             | ↘1474            | 299.42        |
| 4  | Калмыковское сельское поселение      | хутор Калмыковский      | 4                             | ↘1137            | 343.15        |
| 5  | Клетское сельское поселение          | станица Клетская        | 4                             | ↘5562            | 331.34        |
| 6  | Кременское сельское поселение        | станица Кременская      | 3                             | ↘815             | 210.69        |
| 7  | Манойлинское сельское поселение      | хутор Манойлин          | 4                             | ↘1016            | 379.23        |
| 8  | Перекопское сельское поселение       | хутор Перекопка         | 4                             | ↗1252            | 451.79        |
| 9  | Перелазовское сельское поселение     | хутор Перелазовский     | 6                             | ↘1216            | 340.46        |
| 10 | Распопинское сельское поселение      | станица Распопинская    | 1                             | ↘1090            | 279.11        |

## Населённые пункты
В Клетский район входят 42 населённых пункта.
| №  | Населённый пункт  | Тип     | Население | Муниципальное образование            |
| -- | ----------------- | ------- | --------- | ------------------------------------ |
| 1  | Большая Донщинка  | хутор   | 50        | Перелазовское сельское поселение     |
| 2  | Большая Осиновка  | хутор   | 226       | Верхнечеренское сельское поселение   |
| 3  | Борисов           | хутор   | 93        | Манойлинское сельское поселение      |
| 4  | Венцы             | хутор   | 119       | Верхнебузиновское сельское поселение |
| 5  | Верхнечеренский   | хутор   | 881       | Верхнечеренское сельское поселение   |
| 6  | Верхняя Бузиновка | хутор   | 900       | Верхнебузиновское сельское поселение |
| 7  | Гвардейский       | хутор   | 193       | Захаровское сельское поселение       |
| 8  | Евстратовский     | хутор   | 407       | Захаровское сельское поселение       |
| 9  | Ерик              | хутор   | 80        | Верхнебузиновское сельское поселение |
| 10 | Ефремовский       | хутор   | 0         | Перелазовское сельское поселение     |
| 11 | Жирковский        | хутор   | 165       | Верхнечеренское сельское поселение   |
| 12 | Захаров           | хутор   | 623       | Захаровское сельское поселение       |
| 13 | Зотовский         | хутор   | 209       | Калмыковское сельское поселение      |
| 14 | Иванушенский      | хутор   | 77        | Верхнечеренское сельское поселение   |
| 15 | Казачий           | хутор   | 202       | Захаровское сельское поселение       |
| 16 | Калмыковский      | хутор   | 923       | Калмыковское сельское поселение      |
| 17 | Караженский       | хутор   | ↘228      | Клетское сельское поселение          |
| 18 | Клетская          | станица | ↘4975     | Клетское сельское поселение          |
| 19 | Копонья           | хутор   | 21        | Калмыковское сельское поселение      |
| 20 | Кременская        | станица | 836       | Кременское сельское поселение        |
| 21 | Курганный         | хутор   | 73        | Калмыковское сельское поселение      |
| 22 | Липовский         | хутор   | 82        | Перелазовское сельское поселение     |
| 23 | Логовский         | хутор   | 220       | Перекопское сельское поселение       |
| 24 | Майоровский       | хутор   | ↘82       | Манойлинское сельское поселение      |
| 25 | Максари           | хутор   | 190       | Перелазовское сельское поселение     |
| 26 | Малая Донщинка    | хутор   | 72        | Перелазовское сельское поселение     |
| 27 | Малая Осиновка    | хутор   | 10        | Захаровское сельское поселение       |
| 28 | Манойлин          | хутор   | ↘799      | Манойлинское сельское поселение      |
| 29 | Мелоклетский      | хутор   | 232       | Клетское сельское поселение          |
| 30 | Муковнин          | хутор   | 114       | Верхнебузиновское сельское поселение |
| 31 | Нижняя Бузиновка  | хутор   | 65        | Верхнебузиновское сельское поселение |
| 32 | Новоцарицынский   | хутор   | 337       | Верхнечеренское сельское поселение   |
| 33 | Орехов            | хутор   | 150       | Перекопское сельское поселение       |
| 34 | Перекопка         | хутор   | 853       | Перекопское сельское поселение       |
| 35 | Перекопская       | станица | 75        | Кременское сельское поселение        |
| 36 | Перелазовский     | хутор   | 1045      | Перелазовское сельское поселение     |
| 37 | Платонов          | хутор   | 11        | Перекопское сельское поселение       |
| 38 | Поднижний         | хутор   | 264       | Клетское сельское поселение          |
| 39 | Распопинская      | станица | ↘1090     | Распопинское сельское поселение      |
| 40 | Саушкин           | хутор   | 15        | Кременское сельское поселение        |
| 41 | Селиванов         | хутор   | 227       | Захаровское сельское поселение       |
| 42 | Терновой          | хутор   | ↗115      | Манойлинское сельское поселение      |

Упразднённые населённые пункты:
- 2002 год - хутор Свечниковский.

## Местное самоуправление
Главы района, Председатели районной Думы
- Лыгина Галина Валерьевна
- Костюченко Владимир Анатольевич
- Харитоненко Петр Николаевич[30]

Главы администрации
- Игнатченко Александр Николаевич
- Шуваев Сергей Алексеевич
- Чугунов Александр Николаевич
- Моторкин Александр Николаевич

## Экономика

### Сельское хозяйство
Основой экономики Клетского района является производство сельскохозяйственной продукции. В структуре валового производства на долю АПК приходится 75 %, малого бизнеса — 15 %, промышленности — 5 %. В структуре сельскохозяйственного производства более 90 % приходится на продукцию растениеводства — район специализируется на выращивании зерна, подсолнечника, горчицы. На протяжении многих лет район входит в пятерку лучших хозяйств по производству зерна — здесь на высшем уровне отлажена система сухого земледелия, что даёт возможность получать высокие урожаи. На территории района работают 10 крупных сельхозпредприятий и более 250 крестьянско-фермерских хозяйства.

### Промышленность
Промышленность района представлена несколькими небольшими предприятиями, обеспечивающими сельскохозяйственное производство; в Клетском районе работает единственный в области завод по производству культиваторов.

## Известные люди
- Николай Андреевич Келин (1896—1970) — казачий поэт, писатель, прозаик, доктор медицины, автор книги «Казачья исповедь» (вошедшей в наиболее полный сборник произведений автора «Ковыльный сказ», изданный некоммерческим фондом «Казачье зарубежье», г. Ростов-на-Дону в 2009 г.) Родился 19 ноября 1896 г. (старый стиль) в станице Клетской Усть-Медведицкого округа в области Войска Донского.
- В станице Клетской родился Пётр Григорьевич Щедров (1912−1970) — Герой Советского Союза.
- Зотов Владимир Иванович (1939—2013) — уроженец хутора Нижний-Затонский Клетского района, генерал-лейтенант пограничных войск СССР, ветеран боевых действий в Афганистане.